# Jonas Hein

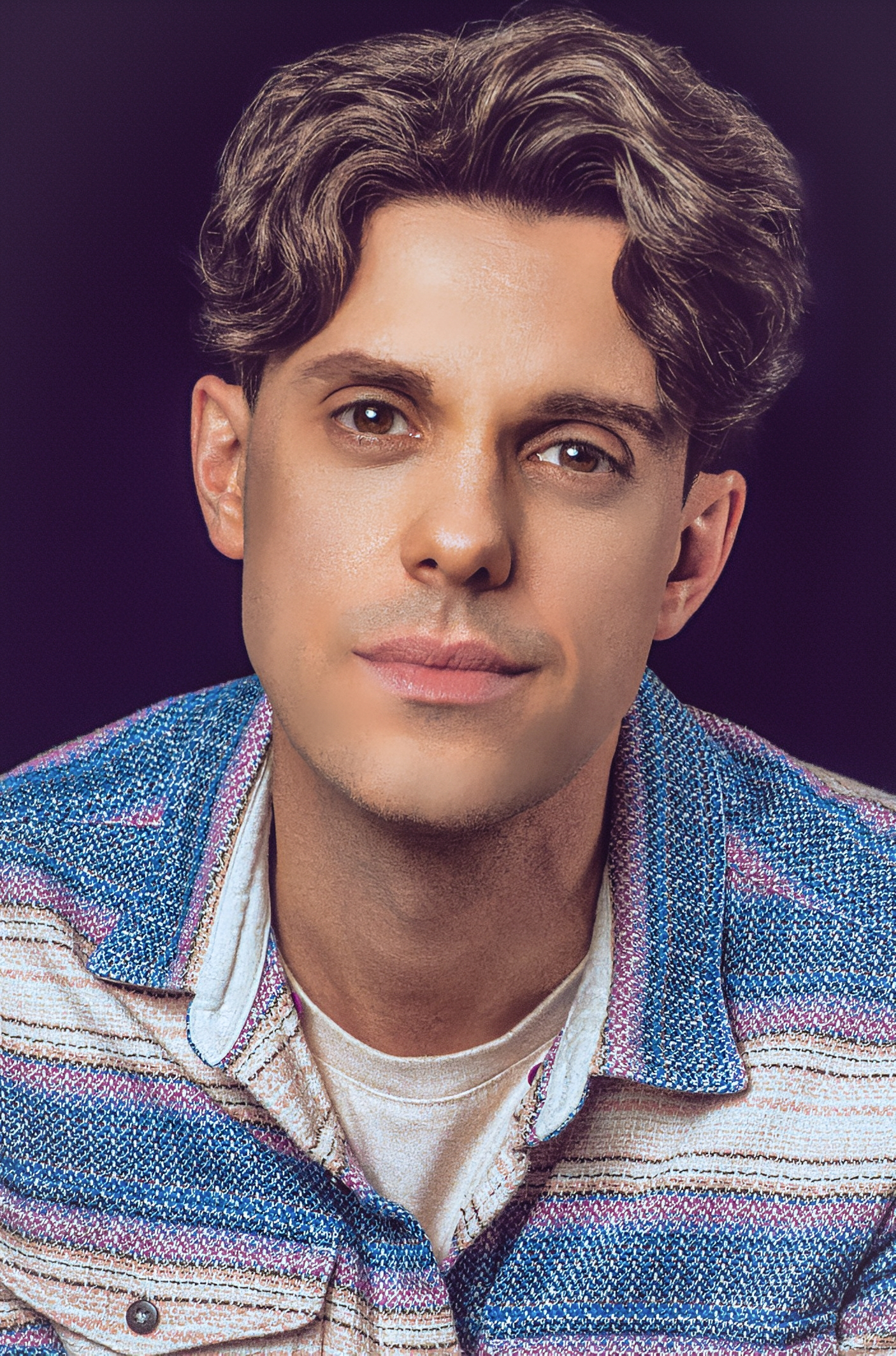
Jonas Hein (2025)

Jonas Hein (* 20. Juli 1988 in Siegen) ist ein deutscher Musicaldarsteller und Sänger.

## Leben und Wirken
Jonas Hein interessierte sich bereits als Kind und Jugendlicher für das Theater; er sang u. a. im Schulchor und gründete eine Theater-AG. Noch während seiner Schulzeit begann er im Alter von 16 Jahren ein Gesang-, Schauspiel- und Tanzstudium an der Folkwang Universität der Künste in Essen. 2007 war er unter den Preisträgern des Bundeswettbewerbs Gesang Berlin. Im Jahr 2009 schloss er sein Studium mit dem Diplom ab und leistete anschließend seinen Zivildienst in einer Augenklinik.
Sein erstes Engagement führte ihn an die Vereinigten Bühnen Bozen als Jean Michel in Ein Käfig voller Narren. Von 2010 bis 2014 war er festes Mitglied der MusicalCompany am Theater für Niedersachsen. Dort trat er in über zwanzig Produktionen auf, zum Beispiel in den Uraufführungen von Das letzte Einhorn und als Frank Featherbed in Zum Sterben schön, in den deutschsprachigen Erstaufführungen von Children of Eden und Side Show oder in der Rolle des Gabe in Next to Normal.
Weitere Engagements führten ihn ans Theater Meiningen, wo er Claude in Hair sang, ans Theater Bielefeld (Sunset Boulevard), ans Berliner Ensemble und ans Grenzlandtheater Aachen (Hello, Dolly!). In Magdeburg trat er als Brad in The Rocky Horror Show beim Openair auf dem Domplatz auf. Außerdem wirkte er bei der Arena-Tournee bei Vom Geist der Weihnacht mit.
2012 nahm er an der TV-Castingshow The Voice of Germany teil, wo er mit Xavier Naidoo als Coach zusammenarbeitete. 2014 war er Teil der Cast für die Vertonung von Gedichten von Ilona Haslbauer für die CD „Gedichte aus der Zwangspsychiatrie“.
Nach Rollen beim Gebrüder-Grimm-Festival in Kassel (als Müllerssohn in Der Gestiefelte Kater) und im Europapark Rust (als Prinz Tao in Spook me!) übernahm Hein die Rolle des Quasimodo in Der Glöckner von Notre Dame am Berliner Stage Theater des Westens. Dieses Musical führte ihn anschließend auch an das Deutsche Theater München und das Stage Apollo Theater in Stuttgart. Weitere Hauptrollen waren Jacob in Jacob und Wilhelm – Weltenwandler bei den Brüder-Grimm-Festspielen Hanau (2019) und Krolock in Tanz der Vampire (2019/2020 am Metronom Theater Oberhausen). Bei der Uraufführung von Knockin‘ on Heavens Door am Stadttheater Fürth (2021) und Jane Eyre am Theater Nordhausen (2022) trat er in der Rolle des Rudi Wurlitzer bzw. Edward Fairfax Rochester auf.
Auf der Tournee der This ist the Greatest Show! 2022 wechselte er sich in der Besetzung mit Jan Ammann ab. Im selben Jahr stand er in der Rolle des Wilhelm Jerusalem im Musical Goethe! bei den Bad Hersfelder Festspielen an der Seite von Philipp Büttner auf der Bühne. 2020/2021 war er auch Mitwirkender mehrerer Streaming-Konzerte.
Im Sommer 2023 verkörperte er Viktor Frankenstein im gleichnamigen Musical bei den Luisenburg-Festspielen in Wunsiedel. Im August 2023 übernimmt er als Cover und seit April 2024 als Erstbesetzung die Rolle des Christian in Moulin Rouge: Das Musical im Kölner Musical Dome. Zusätzlich spielt er Christoper in Cinderella an der Oper Wuppertal.
In der Spielzeit 2024/25 war er als Anthony Hope im Musical-Thriller Sweeney Todd in der Dortmunder Oper zu sehen.

## Musikveröffentlichungen
- Alles zieht vorbei (2022)[18]
- So will ich sein (2022)

## Auszeichnungen
- 2007: 1. Preis beim Landeswettbewerb Gesang Nordrhein-Westfalen (Juniorwettbewerb)[19]
- 2007: Preisträger beim Bundeswettbewerbs Gesang Berlin in der Kategorie Musical/Chancon[20]
- 2019: Nominierung als Bester Darsteller für den Deutschen Musical Theaterpreis[21]